# صحنه ملی (نروژ)
صحنه ملی (به نروژی: Den Nationale Scene) یک تئاتر در شهر برگن و در کشور نروژ است.
صحنه ملی، در سال ۱۸۷۶ میلادی افتتاح شده‌است و هنوز در حال فعالیت است. قدمت این مؤسسه به سال ۱۸۵۰ میلادی بازمی‌گردد؛ یعنی زمانی که تئاتر نروژ (DnT) به عنوان اولین تئاتر در نروژ با زبان نروژی بر روی صحنه آغاز به کار کرد.
 از سال ۱۹۹۳ میلادی، صحنه ملی، به‌طور رسمی، تئاتر ملی نروژ اعلام شده‌است. تمام سرمایه این تئاتر متعلق به دولت نروژ است.

## پیشینه

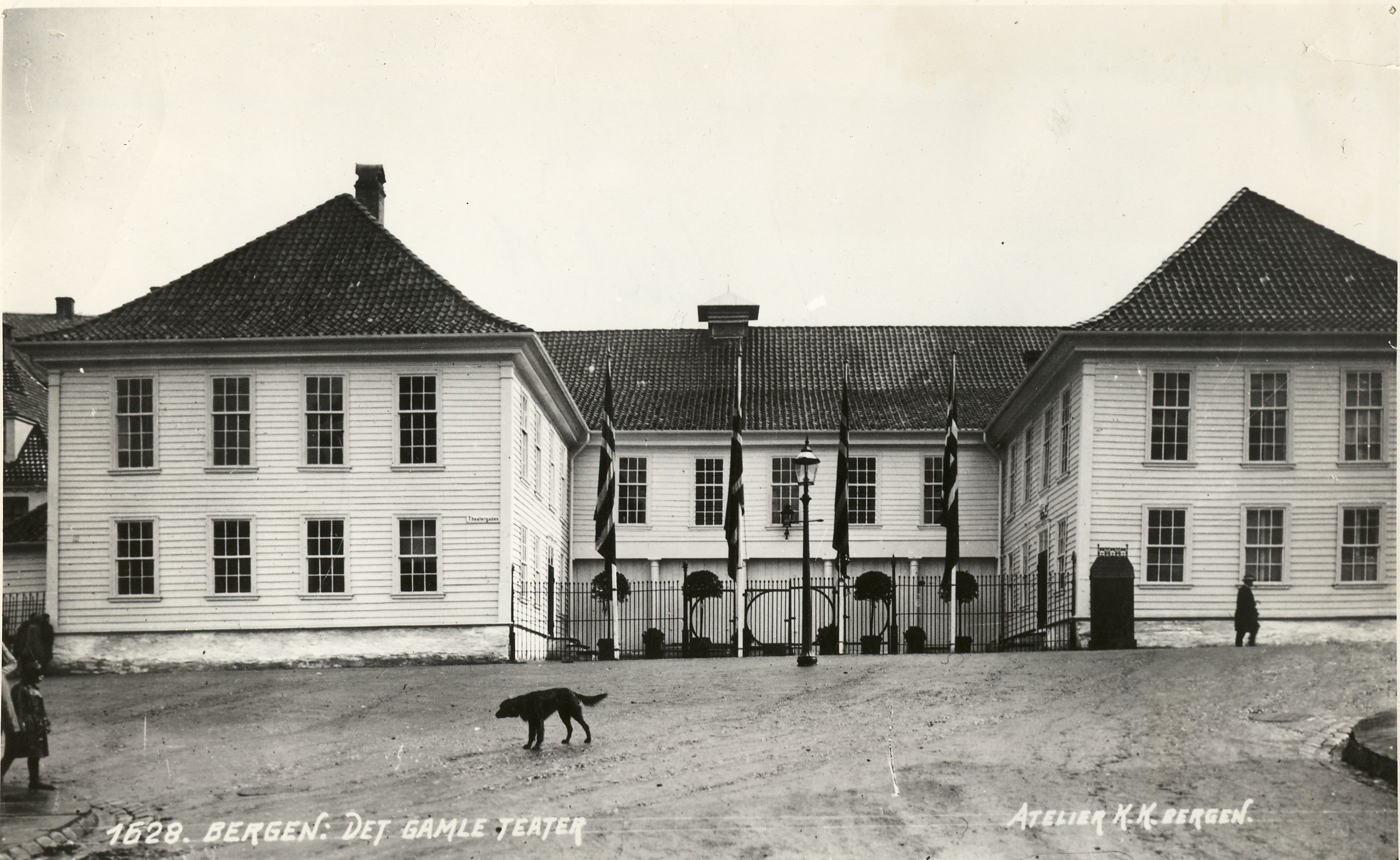
تئاتر قدیمی، "خانه کمدی در Engen"، جایی که صحنه ملی از از سال ۱۸۷۶ تا زمان انتقال، در سال ۱۹۰۹میلادی، به محل فعلی قرار داشت. این ساختمان، در سال ۱۸۰۰ ساخته و در سال ۱۹۴۴ بمباران شده‌است.

در سال ۱۸۵۰ میلادی، تئاتر نروژ به ابتکار اله بول، در برگن، تأسیس شد. در آن زمان، یعنی بین سالهای ۱۸۵۱ تا ۱۸۵۷ هنریک ایبسن، مشاور صحنه و کارگردان تئاتر بود. در حالی که بیورنستیرنه بیورنسون، بین سالهای ۱۸۵۷ تا ۱۸۵۹ میلادی، ریاست نمایشخانه را بر عهده داشت. از جمله بازیگران سرشناس اولین دوره فعالیت تئاتر نروژ، در برگن، یکی آقای یوهانس برون؛ و دیگری خانم لوسی ولف بود. 
 تئاتر نروژ (DnT)، در برگن، اولین تئاتر کاملاً نروژی در سراسر کشور نروژ بود. تأثیر فعالیت این مؤسسه، در آن دوره تاریخ نروژ، هم دارای ابعاد فرهنگی و هنری؛ و هم ابعاد ملی و سیاسی بود؛ و باعث شد که زبان نروژی به عنوان زبان بدیهی، روی صحنه تئاتر در نروژ، پذیرفته شود.
 در سال ۱۸۶۳ میلادی، تئاتر نروژ، به قصد حل مشکلات مادی، مجبور به اقدام شد. با حمایت و به ابتکار اهالی برگن؛ و به رهبری انجمن تئاتر، صحنه ملی، تأسیس شد. انجمن تئاتر، برای اجاره ساختمان قبلی تئاتر نروژ، قراردادی با انجمن هنرهای دراماتیک در برگن انعقاد کرد. در عمل بخش بزرگی از بایگانی تئاتر نروژ(DnT) به مؤسسه جدید صحنه ملی، منتقل شد؛ و اولین رئیس این مؤسسه آقای نیلس ویکستروم، بود.

## ساختمان جدید
در سال ۱۹۰۹ میلادی، صحنه ملی، ساختمان فعلی خود را که توسط اینار اسکار شو طراحی شده بود، دریافت کرد. تالار، سرسرا و دهلیز در طول جنگ جهانی دوم آسیب جزئی دیده بود و بر اساس نقشه‌های جدید اینار اسکار شو بازسازی شد. در سال ۲۰۰۱ میلادی، این ساختمان به شکل اولیه خود بازگردانده شد. این ساختمان در سال ۱۹۹۳ به ثبت رسیده‌است.

## یادداشت
1. ↑  Neil Jacob Emile Wichstrom؛ متولد ۵ سپتامبر۱۸۴۸ میلادی، کریستیانیا (اسلو فعلی)

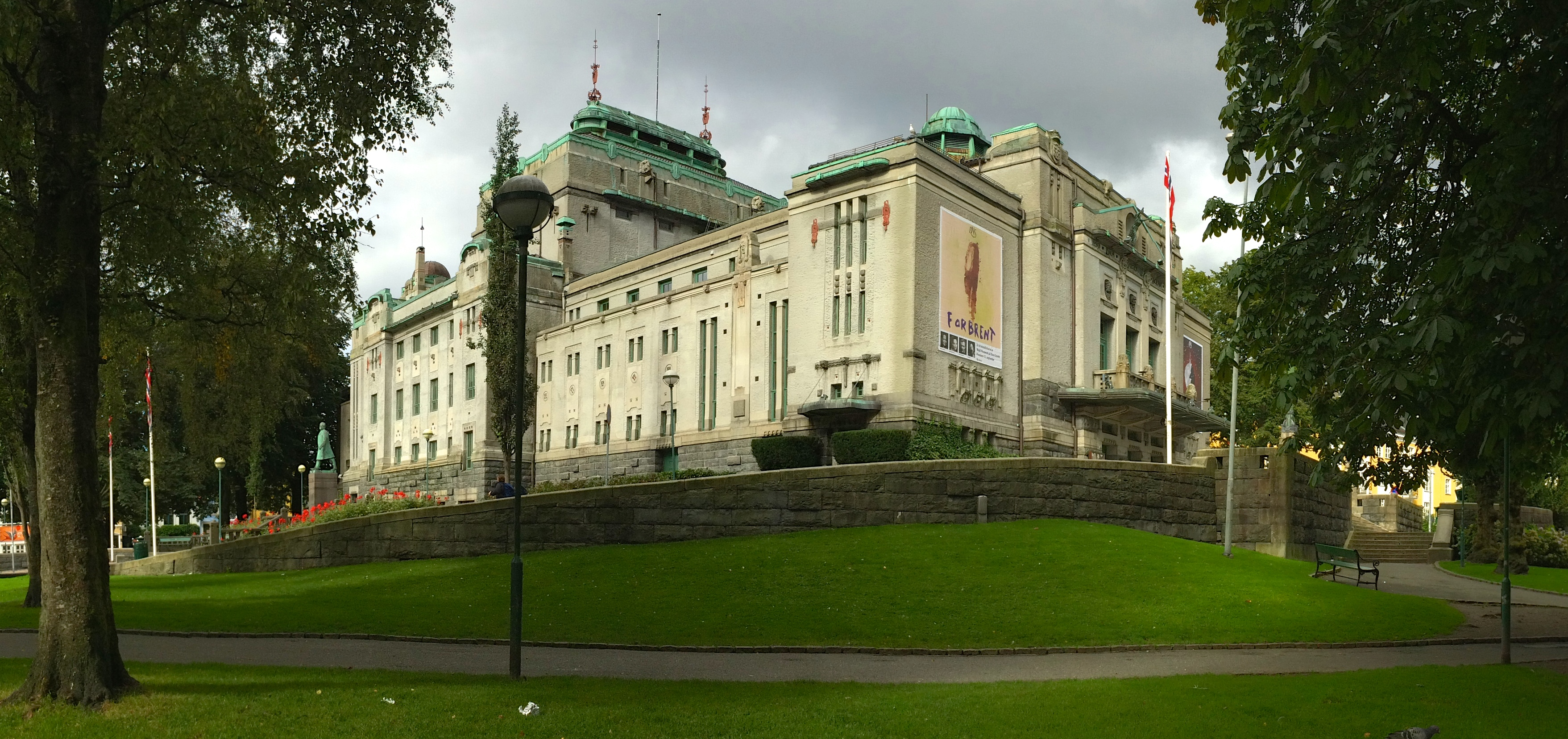
ساختمان جدید صحنه ملی، از سال ۱۹۰۹ میلادی

درگذشت ا دسامبر ۱۸۷۹، برگن